# Болео (Виченца)
Болео је насеље у Италији у округу Виченца, региону Венето.
Према процени из 2011. у насељу је живело 69 становника. Насеље се налази на надморској висини од 380 м.